# Boccace
Œuvres principales
- Décaméron

Boccace, de son nom complet en français Jean Boccace (en italien : Giovanni Boccaccio), né en 1313 à Certaldo, dans la république de Florence (actuelle Toscane) où il est mort le 21 décembre 1375, est un écrivain florentin du XIVe siècle, qui a connu une célébrité précoce grâce à son recueil de nouvelles en toscan, le Décaméron.
Écrivant en prose, il est considéré comme un des créateurs de la littérature italienne, aux côtés de Dante, lui aussi florentin.

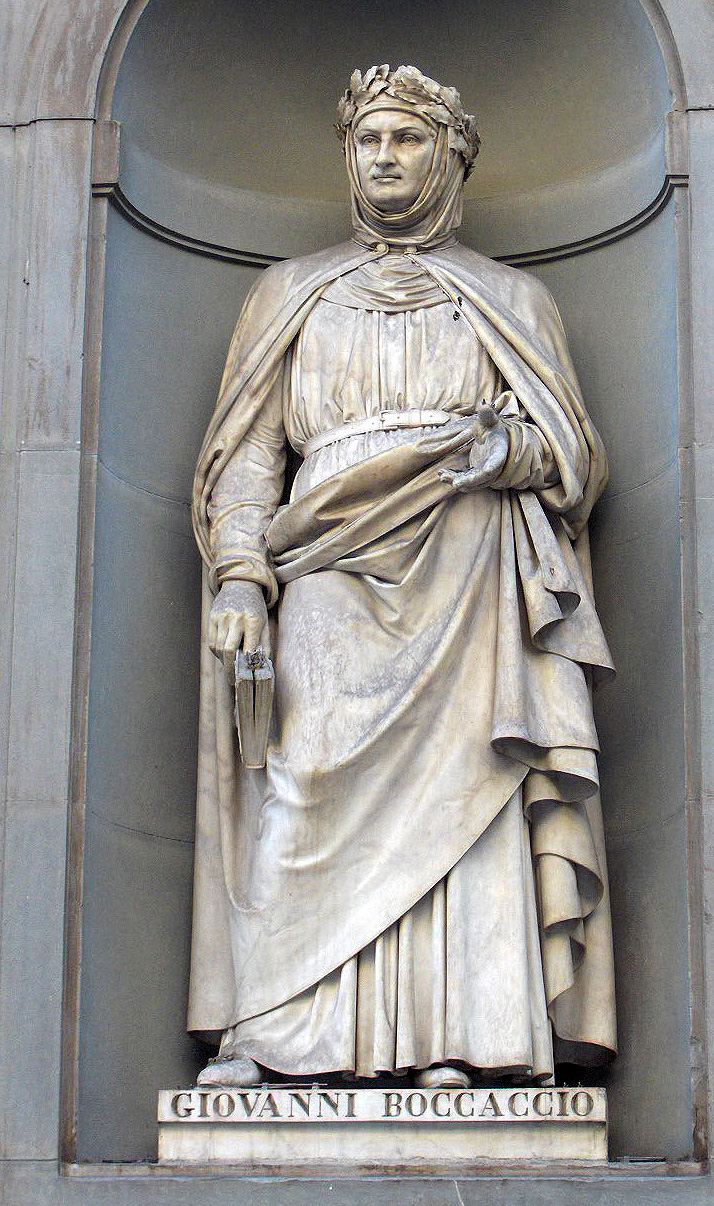
Statue de Boccace du Piazzale des Offices à Florence.

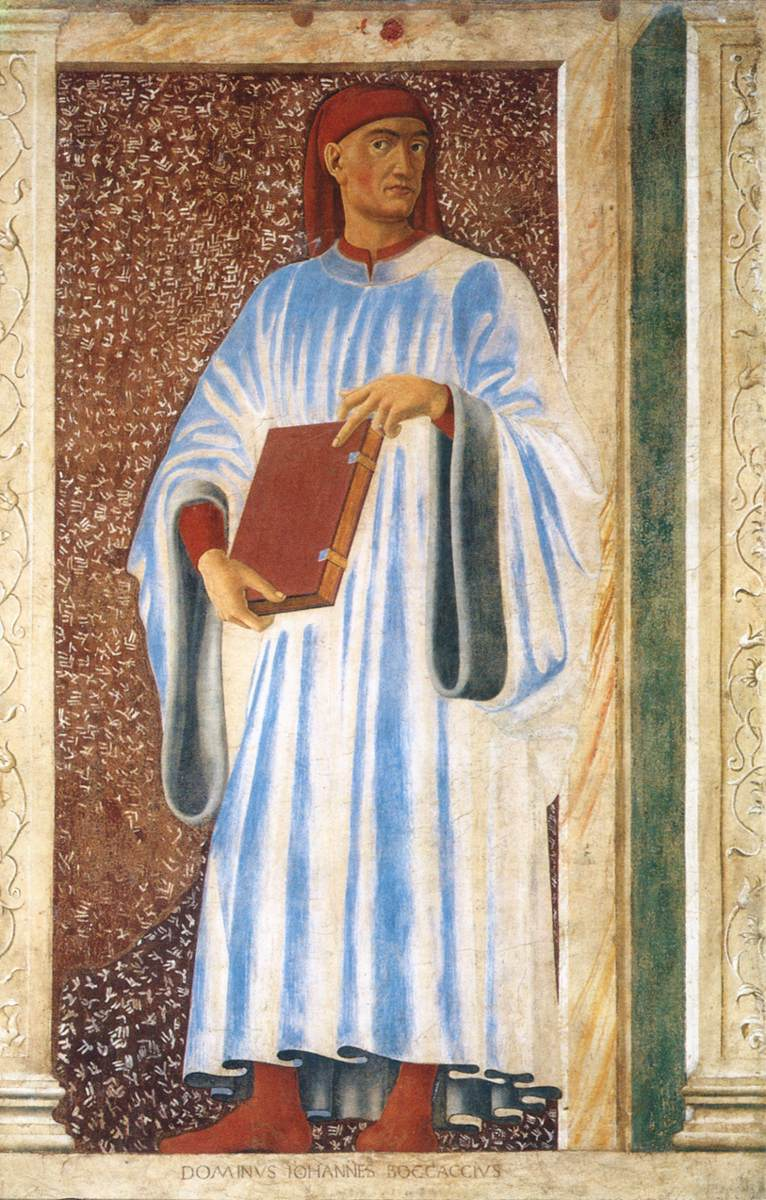
Détail d'une fresque transposée sur bois représentant Boccace et composée par Andrea del Castagno (vers 1450).

## Biographie

### Origines familiales
Boccace est le fils naturel de Boccaccino di Chelino, un homme d’affaires important de Florence, originaire de Certaldo dont on sait qu'il fit plusieurs séjours à Paris.
Lié à la compagnie des Bardi, particulièrement puissante à Naples, Boccaccino  di Chelino y est envoyé en 1327 comme représentant et conseiller du roi Robert Ier de Naples (1277-1343) qui lui donne un titre honorifique de chambellan.

### Séjour à Naples (1327-1340)
Boccace accompagne son père à Naples en vue de faire des études de droit canonique.
Le droit et le commerce l'intéressant peu, il s'intègre à la cour du roi où il a l'occasion de se lier avec des membres de la maison d'Anjou-Sicile
Il approfondit ses connaissances littéraires, lisant les classiques latins, la littérature chevaleresque française, Dante et Pétrarque. Il rédige ses premiers textes d'inspiration courtoise, en prose, comme le Filocolo, ou en vers, comme le Teseida. Il compose un poème épique sur la guerre de Troie, le Filostrato.
C'est à Naples qu'il vit sa première passion amoureuse pour une dame qu'il surnomme Fiammetta.

### Retour à Florence (1340-1362)
À la fin de l'année 1340, la famille de Boccace rentre à Florence dans un contexte économique difficile qui mènera notamment à la faillite des Bardi en 1345.
Cependant, il rencontre Pétrarque avec qui il se lie d'amitié.
Selon Pierre-Louis Ginguené : « Il s'était [...] flatté, dans sa jeunesse d'obtenir, par les vers le second rang en poésie : son admiration pour le Dante ne lui permettait pas d'aspirer au premier et il ne connaissait pas alors les poésies italiennes de Pétrarque. Dès qu'il put les connaitre, il perdit toute espérance, et jeta au feu la plus grande partie de ses vers lyriques, sonnets, canzoni, et autres poésies amoureuses. Ce qu'on en publié depuis est tout ce qui échappa, malgré lui, à cet acte de sévérité. ».
Il continue cependant d'écrire : la Commedia delle Ninfe, qui relate les amours d'une nymphe et de son berger, l'Amorosa visione, le Ninfale d'Ameto et le Ninfale fiesolano, plus allégoriques, l'Elégie de dame Fiammetta qui est le récit de style autobiographique d'une jeune Napolitaine trahie par son amant.
En 1348, Boccace assiste aux ravages que la peste noire provoque dans toute l'Europe. C'est peut-être cette pandémie qui le décide à rédiger son chef-d'œuvre : le Décaméron. L'œuvre est un succès et se propage largement après 1353. Elle lui vaut la reconnaissance de ses pairs et lui offre de nouvelles missions intéressantes[réf. nécessaire] par le gouvernement communal de Florence. Il occupe la chaire qui vient d'être créée pour l'explication de Dante[réf. nécessaire].

### Retraite à Certaldo (1362-1375)
En 1362, à la suite de la malédiction d'un moine chartreux[réf. nécessaire], Boccace vit une profonde crise religieuse et se retire en solitaire dans le domaine que son père possède à Certaldo. Il envisage de détruire tous ses manuscrits, mais Pétrarque l'en dissuade en le convainquant qu'il doit faire pour la prose ce que lui-même a fait pour la poésie[réf. nécessaire].
Bientôt, par ses ouvrages, Boccace va se placer au-dessus de tous les prosateurs de la péninsule italienne, dont il restera longtemps le modèle[pas clair]. La même année, il est accueilli par Niccolò Acciaiuoli au castello di Montegufoni[réf. nécessaire].
Entre 1365 et 1366, Boccace rédige le Corbaccio, œuvre qui reprend la tradition de la satire misogyne de façon moraliste. C'est son dernier ouvrage en toscan.
Encouragé par Pétrarque, avec lequel il entretient une correspondance suivie, il revient au latin pour des traités, des biographies, des églogues et des épîtres. Il consacre à Dante le Trattatello in laude di Dante et des Esposizioni sopra la Commedia di Dante.
Retiré à Certaldo, il vit la fin de sa vie dans la misère[réf. nécessaire]. En 1373-1374, il est cependant invité par la ville de Florence à faire la lecture publique de la Divine Comédie de Dante dans l'église Santo Stefano di Badia.

### Mort et funérailles
Mais sa mauvaise santé le contraint à arrêter cette activité et il meurt à Certaldo en 1375, un an après la disparition de Pétrarque.

## Mémoire
Si Dante est considéré comme le fondateur de la poésie italienne, Boccace est généralement admis comme le créateur de la prose italienne.
Une stèle en marbre, qui le représente sur l'allée centrale de l'église de Certaldo Alto, lui rend hommage bien que ses écrits l'aient voué aux récriminations de la population en son temps[réf. nécessaire].
En 2011, le nom de Boccace, précurseur du genre littéraire de la nouvelle, a été donné à un prix littéraire français, le prix Boccace, qui récompense un recueil de nouvelles publié en langue française au cours de l'année écoulée.

## Œuvres

### En italien

#### Œuvres de jeunesse

##### La caccia di Diana

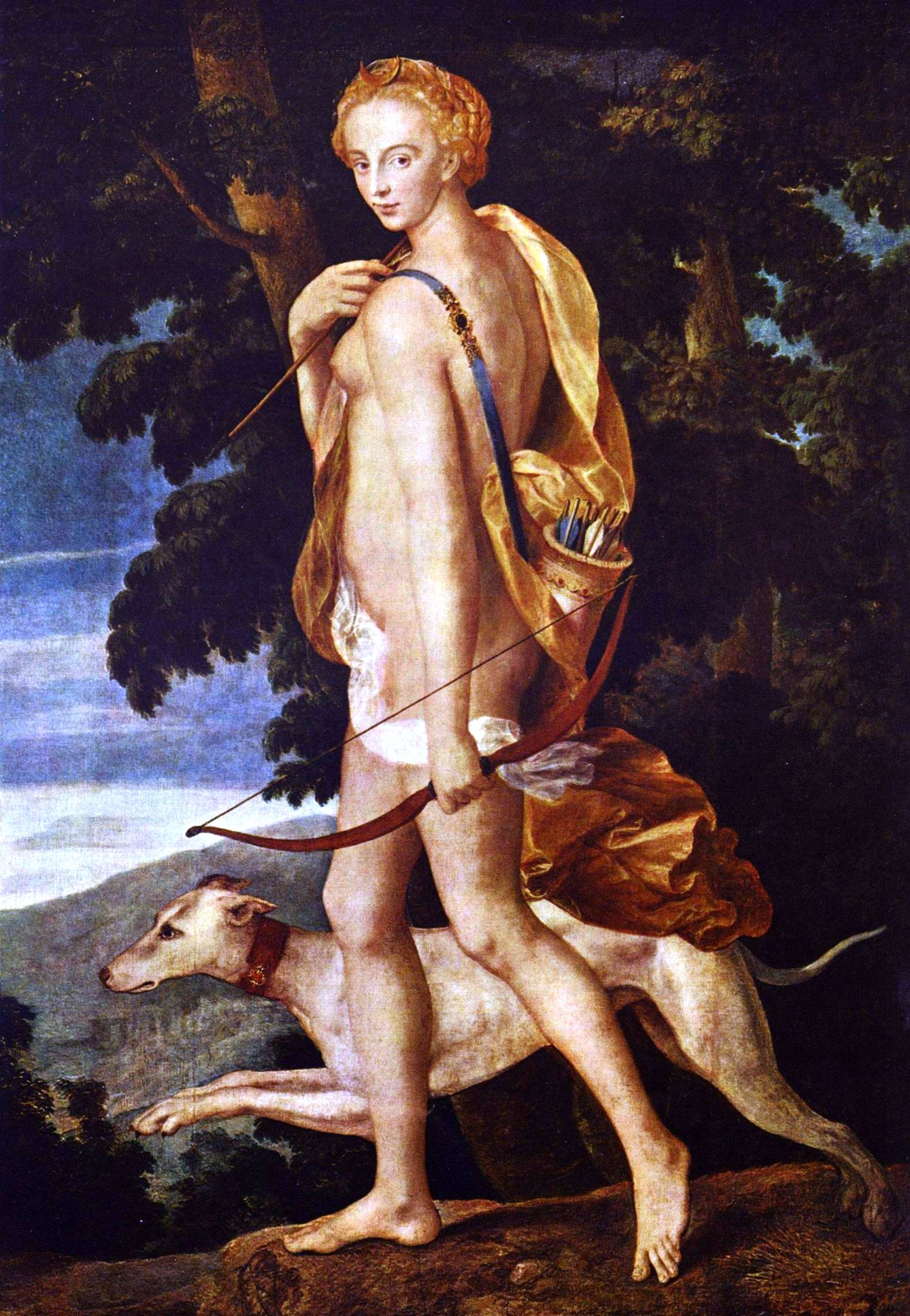
Diane chasseresse (Maître de l’École de Fontainebleau)

Écrit à Naples vers 1334, La caccia di Diana est un bref poème érotique composé de dix-huit chants formés en tercets. La trame peut se résumer ainsi : tandis que le poète est submergé par ses peines amoureuses, un esprit envoyé par la déesse Diane convoque certaines femmes de Naples, les plus belles, à la Cour «dell'alta idea», les appelant par leur nom, prénom et même leur nom hypocoristique. Guidées par l’inconnue aimée du poète, les dames arrivent dans une vallée et se baignent dans la rivière. Ensuite, Diane forme quatre groupes et la chasse commence. Les proies réunies sur un pré, la déesse invite les dames à faire un sacrifice à Jupiter et à se dédier au culte de la chasteté. L’aimée de Boccace se rebelle et, au nom de toutes, déclare que son inclination est bien différente. Diane disparaît dans les cieux, la donna gentile (l’aimée du poète) déclame une prière à Vénus. Celle-ci apparaît et transforme les animaux capturés — dont le poète sous forme de cerf — en de fascinants jeunes hommes. Le poème se termine en exaltant l’image du pouvoir rédempteur de l’amour (leitmotiv dans l’œuvre de Boccace).
Ce poème constitue une louange de la beauté des femmes de la ville, ce qui le rapproche de la Vita nuova de Dante. Cependant, il comporte de claires influences de la poésie alexandrine et le thème abordé reprend les topiques des joyeuses galanteries des littératures courtoises françaises et provençales.

##### Filocolo
Filocolo est un roman en prose, long et embrouillé, qui raconte la légende de Floire et Blancheflor, de tradition française et très diffusée en diverses versions au Moyen Âge. Il est très possible que Boccace se soit inspiré de l’œuvre toscane Il Cantare di Fiorio e Biancofiore, celle-ci étant basée sur un poème français du XIIe siècle.
L’œuvre a probablement été composée entre 1336 et 1338, à la demande de Fiammetta, comme l’affirme Boccace dans le prologue. Le titre, inventé par l’auteur, signifie quelque chose comme « fatigue d’amour », en mauvais grec.
L’histoire se forme autour des malheurs de deux jeunes amoureux. Fiorio, fils du roi Félix d’Espagne, et Biancofiore, orpheline accueillie à la cour par piété, qui est en réalité la fille d’une famille de nobles romains, décédés lors de leur pèlerinage à Saint-Jacques-de-Compostelle. Les deux jeunes gens ont été élevés ensemble et sont tombés amoureux à l’adolescence. Le roi, pour empêcher leur union, vend Biancofiore comme esclave à des marchands qui la cèdent à l’amiral d’Alexandrie. Florio, désespéré, prend le nom de Filocolo et part à la recherche de son aimée ; lorsqu’il la retrouve, son identité est découverte et il est réduit en captivité. L’amiral condamne les deux jeunes gens à mort. Juste avant leur exécution cependant, l’amiral reconnaît son neveu en Florio et découvre l’origine noble de Biancofiore. Les deux amants peuvent alors retourner en Italie et s’unir.
Dans le prologue de l’œuvre, après une description des origines du royaume de Naples utilisant de nombreuses allusions mythologiques, Boccace relate sa rencontre avec Fiammetta et comment est né son amour pour elle, l’apercevant un Samedi Saint dans l’église d’un couvent. C’est elle qui lui a demandé d’écrire un poème en « vulgaire », c'est-à-dire un roman. On peut classifier le Filocolo dans le genre littéraire du roman byzantin.

##### Filostrato
Filostrato est un poème narratif formé autour de la thématique classique. Il est divisé en huit chants écrits en ottava rima. Le titre, formé par un mot grec et un mot latin, peut se traduire approximativement par « Abattu par l’amour ».
La thématique du poème est tirée de la mythologie grecque : Boccace raconte l’amour de Troïlos, fils de Priam, envers Cressida, fille de Calchas, le devin grec aide d’Agamemnon. Troïlos gagne l’amour de Cressida avec l’aide de son ami Pandare. Cependant, lors d’un échange de prisonniers, Cressida est envoyée dans le campement grec. Là, le héros grec Diomède tombe amoureux d’elle et la jeune femme s'éprend également de lui. Troïlos se rend compte de la trahison de son aimée lorsque le troyen Déiphobe lui amène un vêtement de Diomède pris lors d’une bataille, orné d’une broche appartenant à Cressida. Furieux, Troïlos se lance dans la bataille afin d’affronter son rival ; il inflige des pertes aux troupes grecques, mais est abattu par Achille avant qu’il n'ait pu trouver Diomède.
L’histoire n’est pas directement inspirée du mythe, mais du Roman de Troie, élaboration médiévale française de la légende troyenne écrite par Benoît de Sainte-Maure (XIIe siècle) dont Boccace a lu la version italienne de Guido delle Colonne. Le poème de Boccace a ensuite trouvé écho dans Troïlus et Criseyde de Geoffrey Chaucer.
L’histoire de Filostrato peut se lire comme la transcription littéraire de ses amours avec Fiammetta. L’ambiance du poème rappelle la cour de Naples, et la psychologie des personnages est décrite par de subtiles notes. Il n’existe pas d’accord sur la date de la composition : certains pensent que le texte a été écrit en 1335, d’autres considèrent qu’il date de 1340.

##### Teseida
Selon certains auteurs, la Teseida (de son nom complet Teseida delle nozze di Emilia – « Teseida des noces d’Emilia ») est le premier poème épique composé en italien. Tout comme dans Filostrato, la rime utilisée est la « ottava rima ». Boccace raconte les guerres que le héros grec Thésée mena contre les Amazones et contre la cité de Thèbes. Le poème est divisé en douze chants, imitant l’Énéide de Virgile et la Thébaïde de Stace.
L’épopée constitue le sujet principal mais Boccace ne délaisse pas complètement le thème amoureux. La Teseida fait le récit de l’affrontement entre deux jeunes habitants de Thèbes, Palemon et Arcita, afin de conquérir l’amour d’Emilia, sœur de Hippolyte (la reine des Amazones). L’œuvre contient une longue et alambiquée lettre à Fiammetta, ainsi que douze sonnets qui résument les douze chants du poème.

##### Comedia delle ninfe fiorentine

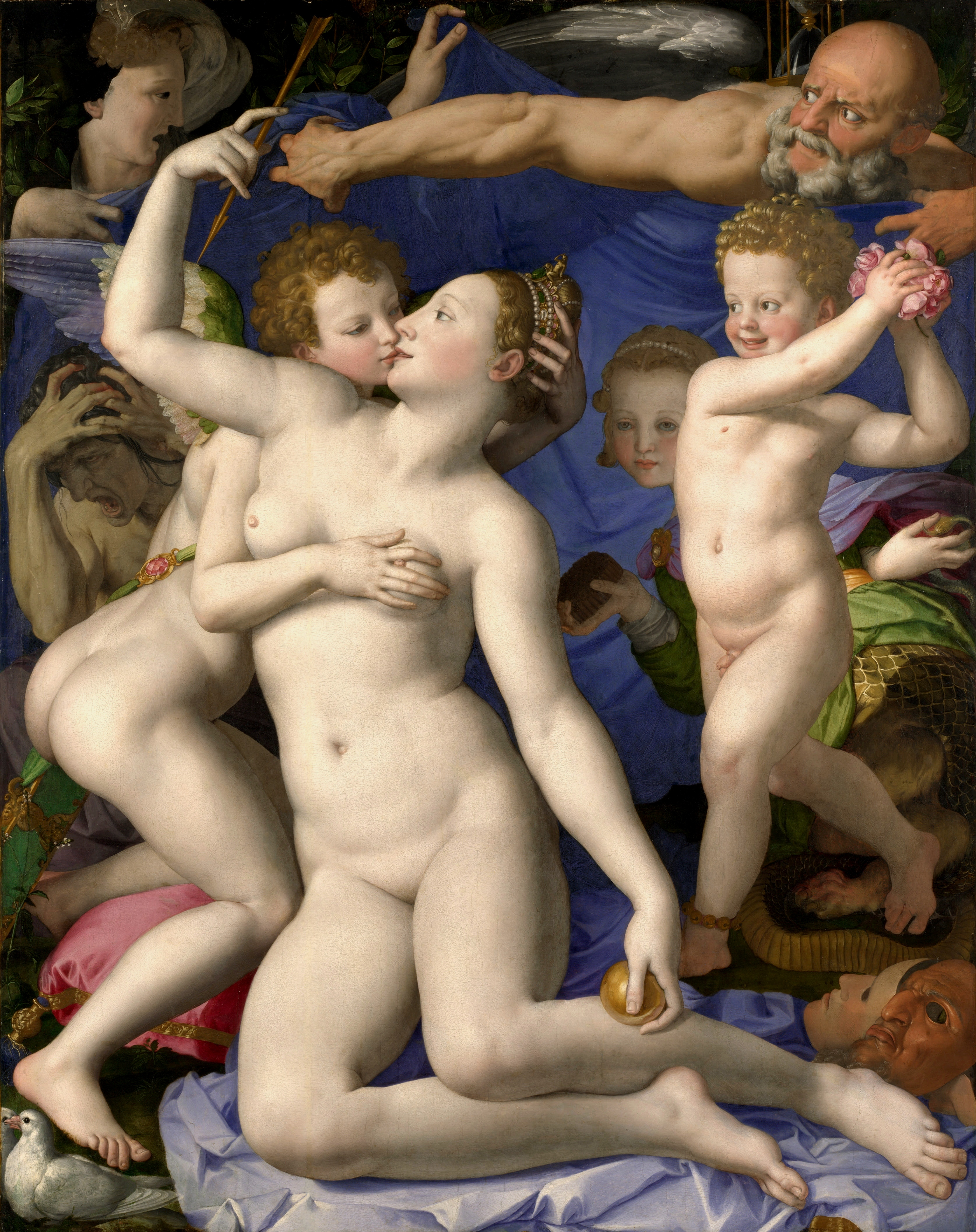
Le Triomphe de Vénus, Agnolo Bronzino

La Comedia delle ninfe fiorentine (Comédie des nymphes florentines), également connue sous le nom de Ninfale d'Ameto ou simplement Ameto, d’après le nom du personnage principal, fut probablement composée entre 1341 et 1342. Il s’agit d’une fable idyllique allégorique, écrite en prose, alternant des fragments en tercets enchaînés. Cette forme n’est pas nouvelle, on la retrouve dans de nombreuses œuvres médiévales, comme la Vita nuova de Dante ou De nuptiis Philologiae et Mercurii (Noces de Mercure et la Philologie), de Martianus Capella. Encore une fois, le thème de Boccace réside dans le pouvoir rédempteur de l’amour qui permet à l’humain de passer de l’ignorance à la connaissance et à la compréhension du mystère divin.
L’œuvre commence avec le berger Ameto qui erre dans les bois d’Etrurie où il aperçoit un groupe de magnifiques nymphes se baignant au son du chant de Lia. Ameto, fasciné par le chant de la nymphe, s’éprend d'elle et se dévoile aux nymphes. Le jour consacré à Vénus, sept nymphes se réunissent autour de Ameto et lui content leurs histoires amoureuses. Après avoir écouté leurs récits, Ameto, sur ordre de la déesse, prend un bain purificateur lui permettant de comprendre la signification allégorique des nymphes (qui représentent les vertus théologales et cardinales), celle de sa rencontre avec Lia (qui implique sa propre transformation de l’état animal à humain, ouvrant la possibilité de connaître Dieu).
Thème et ambiance sont cependant très différents ; la structure de cette œuvre annonce déjà celle de son œuvre principale le Décaméron.

##### Amorosa visione
L’Amorosa visione est un poème allégorique en tercets enchaînés composé, comme l’Ameto, au début des années 1340, lorsque l’auteur réside à Florence. Il se divise en cinquante chants brefs. Suivant la structure de la visio in somnis (« vision en songes »), il relate comment une très belle femme, envoyée par Cupidon au poète, l’invite à abandonner les « vains plaisirs » pour trouver la vraie félicité. La femme guide le poète vers l’étroite porte (représentant la vertu) d'un château dont il refuse de franchir le seuil préférant y accéder par la grande (symbole de la richesse et des plaisirs mondains). Deux salles du château sont ornées par des fresques dignes de Giotto : celles de la première salle représentent les triomphes de la Sagesse – entourée par des allégories des sciences du trivium (grammaire, dialectique et rhétorique) et du quadrivium (géométrie, arithmétique, astronomie et musique) —, de la Gloire, de la Richesse et de l’Amour. La deuxième salle représente la triomphe de la Fortune. Sur les fresques, de nombreux personnages historiques, bibliques et mythologiques côtoient de célèbres hommes de lettres. À la suite de la contemplation des peintures, le poète sort dans le jardin où il rencontre d’autres femmes : la « belle Lombarde » et la « Nymphe sicule » (qui pourrait être Fiammetta). Le poème se termine abruptement peu après.
L’Amorosa visione présente plusieurs similitudes avec la Divine Comédie. La critique l’a également comparé à une autre œuvre de caractère allégorique, les Triomphes de Pétrarque. Selon certains auteurs, le modèle de ce château allégorique est Castelnuovo di Napoli, dont les salles furent décorées de fresques de Giotto durant l’époque de Robert d’Anjou.

##### Elegia di Madonna Fiammetta
Elegia di Madonna Fiammetta, probablement écrit entre 1343 et 1344, a été qualifié par la critique de « roman psychologique » — le terme « psychologie » n'ayant cependant pas encore été créé à son époque. En prose, il se présente comme une longue lettre. La protagoniste, Fiammetta, relate son amour juvénile pour Pamphile, dans le décor de la ville de Naples. Cette relation se termine lorsque Pamphile doit partir à Florence. Se sentant abandonnée, Fiammetta tente de se suicider. Vers la fin de l’œuvre, la protagoniste reprend espoir lorsqu’elle apprend que Pamphile est de retour à Naples, mais découvre avec amertume qu’il s’agit d’une personne portant le même nom. L’auteur dédie l’œuvre aux « femmes amoureuses ».
Malgré la forte composante autobiographique – la relation de l’auteur avec l’énigmatique Fiammetta, qui se déroula d’une manière relativement différente -, son traitement de la passion amoureuse trouve des réminiscences dans des œuvres littéraires comme les Héroïdes d’Ovide, Pamphilus de amore d’un auteur anonyme, ou De Amore d’Andreas Capellanus.

##### Ninfale fiesolano
Ninfale fiesolano, écrit entre 1344 et 1346, est une fable étiologique destinée à expliquer les noms de deux fleuves de Toscane : Africo et Mensola. D’inspiration pastorale – comme l’Ameto —, elle est écrite en ottava rima, et raconte l’histoire des amours entre Africo et la nymphe Mensola ainsi que la naissance de leur enfant, Proneo.
Selon cette œuvre, les collines de Fiesole étaient habitées par les nymphes dédiées au culte de Diane et à la chasse. Le berger Africo s’éprit de l’une d’elles, Mensola, mais, à chaque fois qu’il s’approchait, les nymphes s’enfuyaient apeurées. Le père d’Africo, Girafone, essaya de le dissuader, lui contant l’histoire de Mugnone, transformé en fleuve pour avoir osé aimer une nymphe. Africo, cependant, persévèra et, aidé par Vénus, s’unit à son aimée. Mensola, enceinte, fuit la compagnie d'Africo. Pensant être méprisé par son aimée, celui-ci se suicida en plongeant dans la rivière qui porte ensuite son nom. Diane découvrit l’accouchement de Mensola et la maudit ; la jeune femme se suicida dans le cours d'eau qui prit son nom. Son fils, élevé par les parents d’Africo, devint l'un des premiers habitants de la ville de Fiesole.
L’œuvre a une grande influence sur les œuvres pastorales des siècles suivants, comme Stanze de Angelo Poliziano, ou Nencia da Barberino de Laurent le Magnifique.

#### Œuvres de la maturité

##### Décaméron

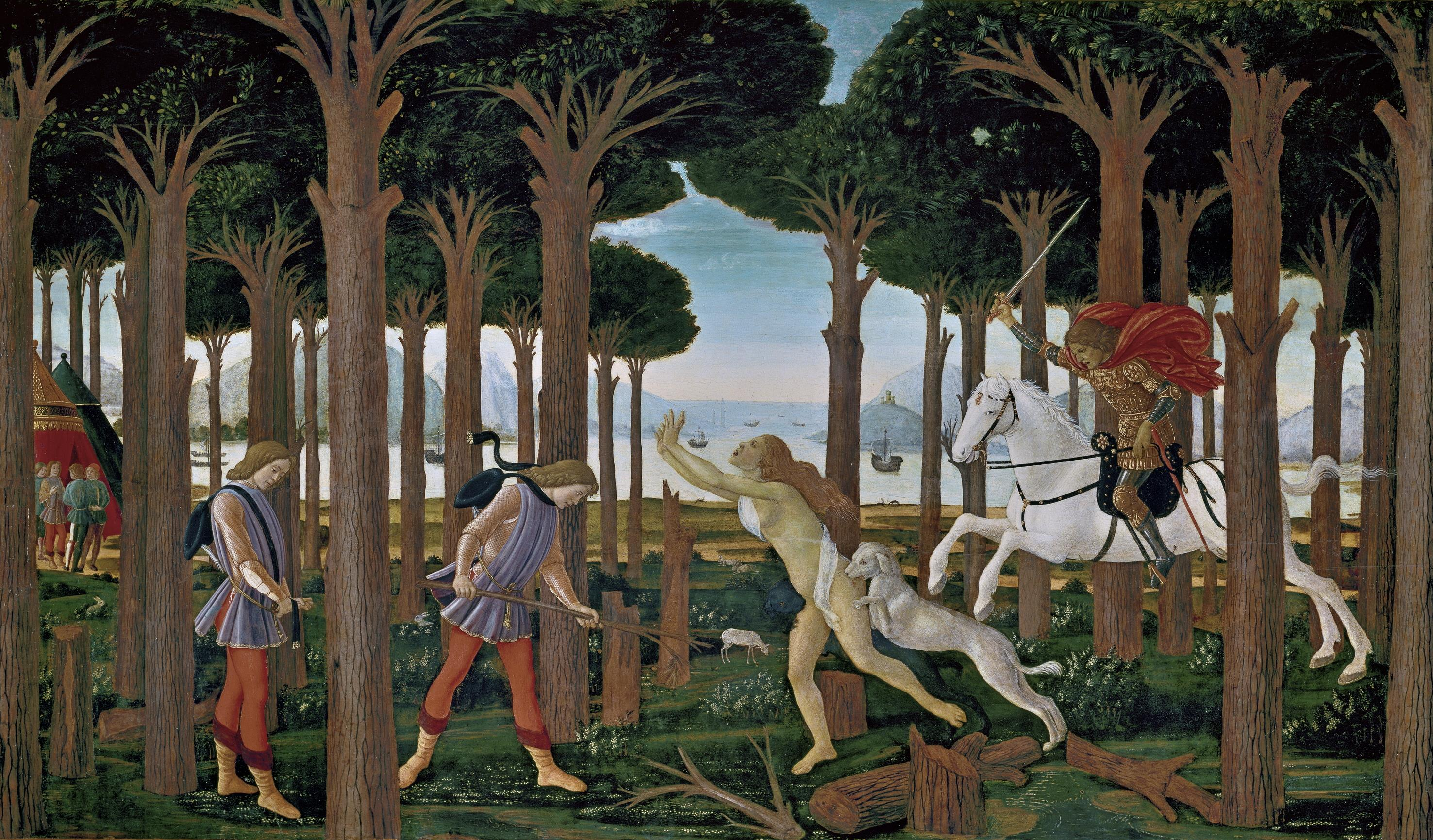
Interprétation par Botticelli d’une histoire du Décaméron.

Durant la peste qui frappe la ville de Florence en 1348 et dont l’auteur a été témoin, trois jeunes hommes et sept jeunes femmes se réunissent à l’église Santa Maria Novella et prennent la décision de s’isoler dans une villa lointaine pour échapper à la peste.
Dans ce lieu, pour éviter de repenser aux horreurs vues, les jeunes gens se racontent des contes les uns aux autres. Ils restent durant quatorze jours dans la villa mais sans raconter d'histoire les vendredis et samedis. Le titre vient donc de ces dix journées de contes. Chaque jour, un participant tient le rôle de « roi » et décide du thème des contes. Cependant, le premier et le neuvième jours, cette règle n'est pas appliquée. Au total, l'œuvre se compose de cent récits de longueur inégale.
Les sources qu’utilise Boccace sont variées : des classiques gréco-romains aux fabliaux français médiévaux.

##### Il Corbaccio
Il Corbaccio a été rédigé entre 1354 et 1355. Il s’agit d’un récit dont la trame, fine et artificieuse, n’est qu’un prétexte pour agencer un débat moral et satirique. Par son ton et sa finalité, l’œuvre s’inscrit dans la tradition de la littérature misogyne. Le titre fait certainement référence au corbeau, considéré comme symbole de mauvais présage et de passion sans contrôle ; pour d’autres critiques, on le doit à l’Espagnol corbacho (la verge qu’utilisait le contremaître pour fustiger les galériens). Le sous-titre de l’œuvre est Laberinto d'Amore, labyrinthe d’amour. La première édition fut réalisée à Florence en 1487.
La composition trouve sa source dans les amours infructueuses de Boccace. Entré dans la quarantaine, il s’est épris d’une belle veuve et lui a adressé des lettres exprimant son désir et son amour. La dame a montré ces lettres à ses proches, se moquant de lui à cause de ses origines modestes et de son âge. Ce livre est la vengeance de l’auteur, dirigée non seulement contre la veuve, mais contre toute la gent féminine.
L’auteur rêve qu’il se déplace dans des lieux enchanteurs (les flatteries de l’amour), lorsqu’il se retrouve soudain dans une jungle inextricable (le Labyrinthe de L’Amour qu’il appelle également la Porcherie de Vénus). Là, transformés en animaux, expient leurs péchés les malheureux trompés par l’amour des femmes. Le défunt mari de la veuve apparaît sous forme de spectre et lui conte en détail les innombrables vices et défauts de son épouse. Comme pénitence, Boccace doit révéler ce qu’il a vu et entendu.

##### Autres œuvres marquantes
Boccace est également l’auteur d’une des premières biographies de Dante Alighieri, le Trattatello in laude di Dante, ainsi que d’une paraphrase en tercets enchaînés, la structure de strophes utilisée par Dante dans la Divine Comédie (Argomenti in terza rima alla Divina Commedia).
Citons aussi ses Rimes, recueil de poésies de thème amoureux, et sa traduction en italien des décades III et IV de Tite Live.

### En latin

#### Genealogia deorum gentilium

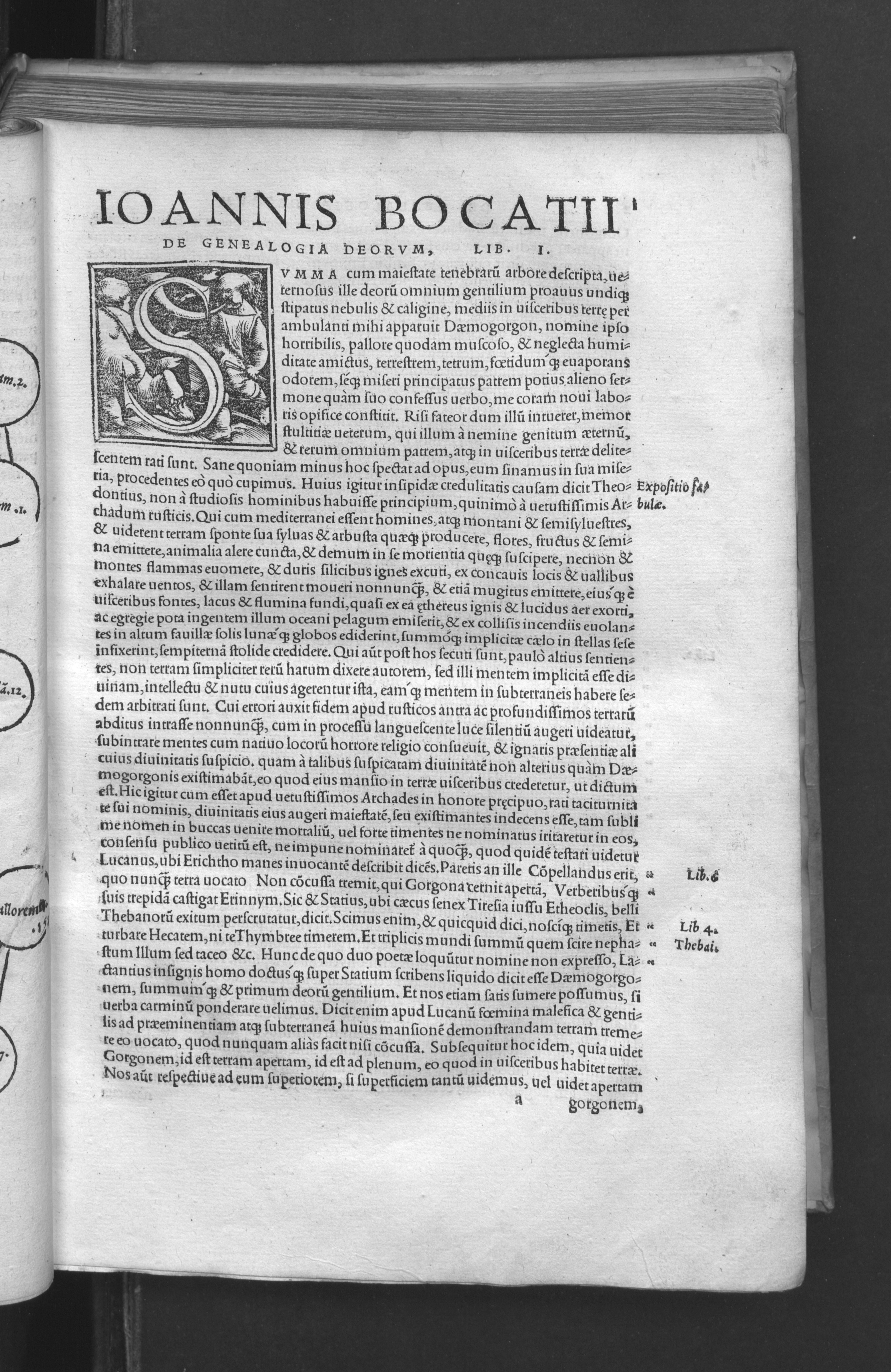
Genealogia deorum gentilium, 1532

Genealogia deorum gentilium (« Généalogie des dieux des païens »), divisé en quinze livres, est une des anthologies les plus complètes de légendes de la mythologie grecque, auxquelles Boccace donne une interprétation allégorique et philosophique. Il commence cette œuvre avant 1350, à la demande de Hugo de Lusignan, roi de Chypre, à qui est dédié le livre. Il continue de le corriger jusqu'à sa mort. Ce livre de référence a été l'un des plus consultés par les écrivains jusque bien tard dans le XIXe siècle.

#### De casibus virorum illustrium
De casibus virorum illustrium tente de démontrer la caducité des biens de ce monde et le caractère arbitraire de la fortune. L’auteur illustre son propos par une série d’histoires biographiques où apparaissent des personnages de toutes les époques : depuis Adam jusqu'à ses contemporains, les récits se structurent en neuf livres. L’œuvre est dédiée à Mainardo Cavalcanti. Boccace en a certainement commencé l'écriture vers 1355, mais n'a pas complété l'ouvrage avant 1373–1374.

#### De claris mulieribus
Avec De mulieribus claris, bâti sur le modèle de la collection de biographies De viris illustribus de Pétrarque, Boccace compose entre 1361 et 1362 une série de biographies uniquement de femmes célèbres. Elle est dédiée à Andrea Acciaiuoli, comtesse d’Altavilla. Elle a servi de base à de nombreux écrivains dont Geoffrey Chaucer, auteur des Contes de Canterbury. Cet ouvrage a été traduit du latin en italien par le Signeur Luc-Antonio Ridolfi, puis de l'italien en moyen français par Guillaume Rouville, qui était aussi imprimeur à Lyon. La traduction française a été publiée le 12 septembre 1551 (à Lyon chez Guill. Rouville à l'Escu de Venise) sous le titre de Des Dames de Renom.

#### Autres œuvres en latin
Dans la même lignée de la Genealogia deorum gentilium, Boccace écrit un répertoire alphabétique des toponymes apparaissant dans les œuvres classiques de la littérature latine qu’il intitule De montibus, silvis, fontibus, lacubus, fluminibus, stagnis seu paludis, et de nominibus maris liber ; ce répertoire est publié en 1360.
L’écrivain compose également seize églogues suivant les modèles de Virgile, Dante et  Pétrarque, le Bucolicum carmen, dont la rédaction s'échelonne entre 1347 et 1369 ; sans oublier vingt quatre épîtres, dont ne sont conservées que deux traductions en italien.
Dans  De Canaria et insulis reliquis ultra Ispaniam in Oceano noviter repertis, Boccace rassemble des lettres par lesquelles des marchands florentins rapportent l'expédition de  Niccolò de Recco vers les Canaries en 1341. L'adaptation réalisée par Boccace se trouve dans le Zibaldone Magliabechiano, où il copiait  des textes qui l'intéressaient et étaient susceptibles de nourrir sa production littéraire et savante.

## Éditions des œuvres de Boccace

### Éditions anciennes

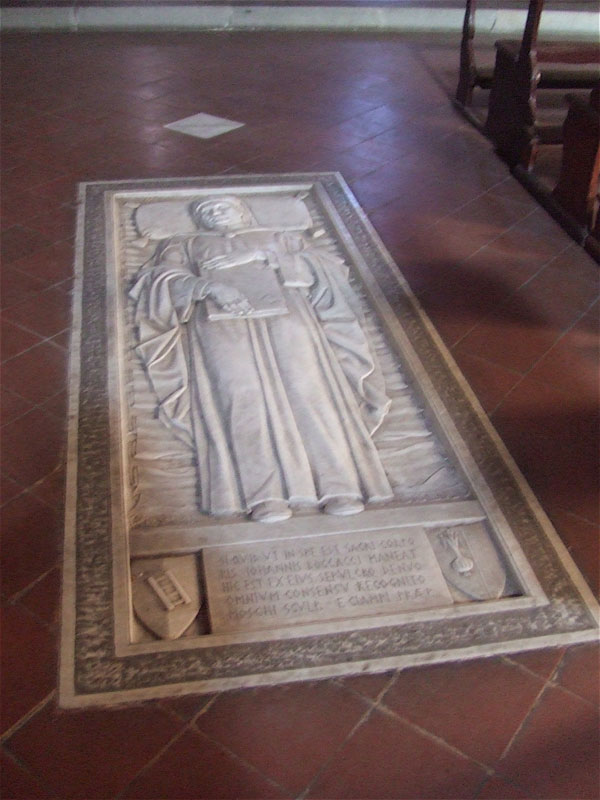
Stèle à Boccace à Certaldo Alto.

Les œuvres diverses de Boccace ont été publiées à Florence ou plutôt à Naples[C'est-à-dire ?] en 1723 et 1724, en 6 volumes in-8 ; il faut y joindre le Décameron, dont un in-folio est l'édition la plus ancienne (Venise, 1471), et dont un in-4 constitue la plus précise (Florence, 1597).
L'édteur Guillaume Rouillé a publié dès 1551 Des Dames de renom, nouvellement traduit d'italien en langage françoys, Lyon, (393 pages) (lire en ligne). Marguerite de Cambis a traduit en 1556 l'Epistola consolatoria a Messer Pino de Rossi, pour le même éditeur.
On peut se contenter de l'édition de Paris, 1768, 3 volumes in-12, ou de Milan, 1803, le volume in-8.
On recherche encore l'ancienne traduction française de Jean Martin, réimprimée à Paris en 1757 (5 volumes in-8) ; l'abbé Sabatier de Castres en a rajeuni le style en 1779 (40 volumes in-18, réimprimés en 1804).
Une traduction publiée sous le nom de Mirabeau, (Paris, 1802, 4 volumes in-8) n'a pas eu de succès. Une traduction de Francisque Reynard, 2 vol. (XV-423, 503 p) est parue aux éditions G. Charpentier en 1879.

#### Éditions modernes
- Le Décaméron, traduction de Jean Bourciez, Garnier frères, coll. « Classiques Garnier », 1952 ; nouvelle édition corrigée et augmentée d'indications bibliographiques, Garnier frères, coll. « Classiques Garnier », 1979 ;
- Le Décaméron, traduction de Marthe Dozon, Catherine Guimbard, Marc Scialom, sous la direction de Christian Bec, LGF, coll. « Le Livre de poche. Bibliothèque classique » no 702, 1994 ;
- Les Dames de renom, Toulouse, Ombres, coll. « Petite bibliothèque Ombres » no 69, 1996 ;
- Le Décaméron de Boccace, introduction de Vittore Branca, Diane de Selliers (Beaux livres), 1999
- Fiammetta, traduction de Serge Stolf, Arléa, 2003 ;
- Epistre consolatoire de messire Jean Boccace envoyée au Seigneur Pino de Rossi, traduction de Marguerite de Cambis, Honoré Champion, 2003
- Les Femmes illustres [Des Dames de renom], édition bilingue, traduction de Jean-Yves Boriaud, Les Belles Lettres, 2013

## Études sur Boccace

### Études littéraires
- Philippe Daros et Jean Bessière, La nouvelle, Boccace, Marguerite de Navarre, Cervantès, Honoré Champion, 1996 ;
- M. Marietti, A. Perifano et B. Laroche, L'Après Boccace, la nouvelle italienne aux XVe et XVIe siècles, Presses de la Sorbonne Nouvelle, 1995 ;
- Jeanne Baroin et Josiane Haffen, Boccace, Des clères et des nobles dames, Presses universitaires de Franche-Comté, 1995.
- Nathalie Bouloux et Odile Redon, « Boccace, de Canarie et d'autres îles nouvellement découvertes dans l'Océan, au large de l'Espagne », dans Médiévales no 47, automne 2004 (lire en ligne).

### Sciences humaines
- Der schwarze Dekameron : Belege und Aktenstücke über Liebe , Witz und Heldentum dans Innerafrika (Le Décaméron noir : l'amour, la plaisanterie et l'héroïsme dans le centre de l'Afrique) de Leo Frobenius (Berlin, 1910) reprend le titre de Boccace pour une étude ethnographique sur ces thèmes.

## Adaptations au cinéma
Le Décaméron a donné son nom à un genre cinématographique italien : decamerotico, genre de films érotiques souvent tirés d'histoires médiévales. Une cinquantaine de ces films ont été tournés dans les années 1970 . Parmi eux, au moins dix[pas clair] sont issus plus ou moins directement[pas clair] de l'œuvre de Boccace.
- Pages galantes de Boccace (Decameron Nights) (1953), film britannico-espagnol réalisé par Hugo Fregonese.
- Boccace 70 (titre original : Boccaccio '70) (1962) est un film à sketches, dont trois inspirés de Boccace : 
  - Renzo et Luciana de Mario Monicelli,
  - Les Tentations du docteur Antoine de Federico Fellini 
  - La Loterie de Vittorio De Sica
  - Le Travail de Luchino Visconti, inspiré de Guy de Maupassant.
- Le Décameron (1971) de Pier Paolo Pasolini s'inspire de dix des contes de Boccace.
- Boccace raconte (Boccaccio) de Bruno Corbucci (1972).
- Le Décaméron noir (Il decamerone nero) de Piero Vivarelli  (1972), d'après le livre Der schwarze Dekameron de Leo Frobenius.

#### Bases de données et dictionnaires
- Ressources relatives à la musique :   - International Music Score Library Project
  - Carnegie Hall
  - Discografia Nazionale della Canzone Italiana
  - Discogs
  - Grove Music Online
  - MusicBrainz
  - Répertoire international des sources musicales
- Ressources relatives aux beaux-arts :   - British Museum
  - Grove Art Online
  - National Gallery of Art
  - Nationalmuseum
  - RKDartists
  - Sandrart.net
  - Union List of Artist Names
- Ressources relatives à l'audiovisuel :   - AllMovie
  - Allociné
  - American Film Institute
  - Filmportal
  - IMDb
  - Unifrance
- Ressources relatives à la littérature :   - Academy of American Poets
  - Archives de littérature du Moyen Âge
  - Internet Speculative Fiction Database
  - NooSFere
- Ressources relatives au spectacle :   - Archives suisses des arts de la scène
  - Les Archives du spectacle
  - Internet Broadway Database
- Ressources relatives à la recherche :   - ALCUIN
  - Isidore
- Ressource relative à la bande dessinée :   - Comic Vine
- Notices dans des dictionnaires ou encyclopédies généralistes :   - Britannica
  - Brockhaus
  - Collective Biographies of Women
  - Den Store Danske Encyklopædi
  - Deutsche Biographie
  - Dizionario biografico degli italiani
  - Enciclopedia italiana
  - Enciclopédia Itaú Cultural
  - Gran Enciclopèdia Catalana
  - Hrvatska Enciklopedija
  - Internetowa encyklopedia PWN
  - Larousse
  - Nationalencyklopedin
  - Proleksis enciklopedija
  - Store norske leksikon
  - Treccani
  - Universalis
  - Visuotinė lietuvių enciklopedija
- Notices d'autorité :   - VIAF
  - ISNI
  - BnF (données)
  - IdRef
  - LCCN
  - GND
  - Italie
  - Japon
  - CiNii
  - Espagne
  - Belgique
  - Pays-Bas
  - Pologne
  - Israël
  - NUKAT
  - Catalogne
  - Suède
  - Vatican
  - WorldCat